# Firar
Firar, és una pel·lícula turca del 1984 dirigida per Şerif Gören, una adaptació d'una història d'Osman Şahin. La pel·lícula es va rodar a la Fortalesa Presó de Sinop. Yeni Türkü va compondre la banda sonora.

## Argument
Durant anys Yasar ha ajornat el matrimoni amb Ayse amb diversos pretexts, ja que està casat amb la seva cosina i té quatre filles. Alhora, Ayse té dues filles seves. Quan Ayse s'assabenta del matrimoni de Yasar, tot i que aquest li diu que la deixarà, s'enfada i decideix matar-lo. Tancada a la presó, durant molt temps no rep notícies de les seves filles.

## Repartiment
- Hülya Koçyiğit - Ayşe Sarıca
- Talat Bulut - Topal Gardiyan Mahmut
- Metin Çekmez - Madenci
- Haldun Ergüvenç - Yaşar
- Asuman Arsan - Asuman
- Meral Çetinkaya - Meral
- Pınar Avşar
- Melda Arat
- Hayrettin Aslan
- Akif Kilman
- Tuncer Sevi - Rıza
- Ahmet Açan - Ustabaşı
- İhsan Gedik - Gardiyan
- Hale Akınlı
- Hülya Özgür

## Premis
- 7ns Premis de cinema turc Siyad (1985): tercer millor pel·lícula